# Gouveia (freguesia)
A Freguesia de Gouveia, com sede na cidade que lhe deu o nome, é uma freguesia portuguesa do município de Gouveia, com 35,46 km² de área e 3150 habitantes (censo de 2021), tendo, por isso, uma densidade populacional de 88,8 hab./km².

## História
Foi constituída em 2013, no âmbito de uma reforma administrativa nacional, pela agregação das antigas freguesias de São Pedro e São Julião e tem a sede em São Pedro.
A sua designação inicial foi União das Freguesias de Gouveia (São Pedro e São Julião), sendo simplificada para Gouveia em 2014.

## Demografia
A população registada nos censos foi:
| Distribuição da População por Grupos Etários | Distribuição da População por Grupos Etários | Distribuição da População por Grupos Etários | Distribuição da População por Grupos Etários | Distribuição da População por Grupos Etários | Distribuição da População por Grupos Etários |
| -------------------------------------------- | -------------------------------------------- | -------------------------------------------- | -------------------------------------------- | -------------------------------------------- | -------------------------------------------- |
| Antes da agregação                           |                                              |                                              |                                              |                                              |                                              |
| Ano                                          | 0-14 anos                                    | 15-24 anos                                   | 25-64 anos                                   | >= 65 anos                                   | Total                                        |
| 2001                                         | 502                                          | 464                                          | 2019                                         | 890                                          | 3875                                         |
| 2011                                         | 381                                          | 327                                          | 1777                                         | 987                                          | 3472                                         |
| Após a agregação                             |                                              |                                              |                                              |                                              |                                              |
| Ano                                          | 0-14 anos                                    | 15-24 anos                                   | 25-64 anos                                   | >= 65 anos                                   | Total                                        |
| 2021                                         | 288                                          | 251                                          | 1470                                         | 1141                                         | 3150                                         |